# Оксенчук Микола Петрович
Микола Петрович Оксенчук — солдат Збройних Сил України, учасник російсько-української війни, що загинув у ході російського вторгнення в Україну в 2022 році.

## Життєпис
Народився в 2000 році в селі Олександрія на Рівненщині. 
В 2017 році закінчив Новолюбомирський НВК, потім навчався у Березнівському лісовому коледжі НУВПГ. Був прихожанином Свято-Космо-Даміанинського храму села Олександрія. 
В 2020 році, після завершення навчання, уклав контракт зі Збройними Силами України. Військову службу проходив у 14-й окремій Волинській механізованій бригаді імені князя Романа Великого. З початком російське вторгнення в Україну перебував на передовій. 
Загинув 7 березня 2022 року в селі Дмитрівка Бучанського району на Київщині. 
Був похований 24 березня 2022 року в рідному селі. Чин відспівування здійснив архімандрит Василій (Ващик), благочинний Рівненського північного округу, разом із кліриками благочиння.

## Родина
У загиблого, що був неодруженим, залишилась мати і сестра.

## Нагороди
- Орден «За мужність» III ступеня (2022, посмертно) — за особисту мужність і самовіддані дії, виявлені у захисті державного суверенітету та територіальної цілісності України, вірність військовій присязі [4].